# Francesco Spinacino

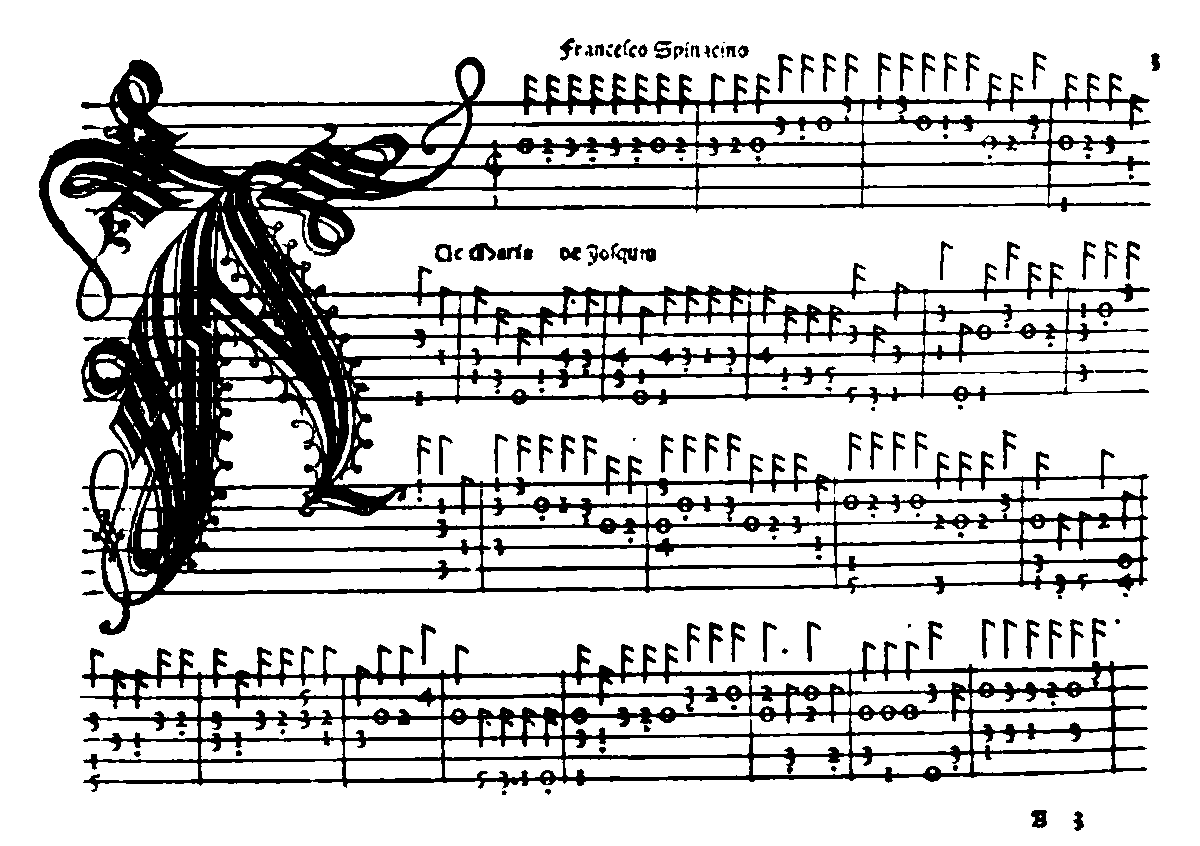
Primera página de Intabolatura de lauto libro primo (1507) de Francesco Spinacino

Francisco Spinacino fue un laudista y compositor italiano del Renacimiento. Se conocen muy pocos datos biográficos sobre su vida, aunque se sabe que gozó de gran fama y que estuvo al servicio de diversas casas nobiliarias como músico. Nació en Fossombrone y escribió 2 libros de piezas para laúd que fueron publicados por Ottaviano Petrucci en Venecia en 1507: Intabolatura de lauto libro primo e Intabolatura de lauto libro secondo. Estos libros contienen numerosas obras vocales e instrumentales, algunas originales de Spinacino y otras de otros compositores, como Josquin des Prés, Antoine Brumel y Antoine Busnoys. Entre las piezas originales de Spinacino se encuentran las primeras composiciones conocidas tituladas Ricercare y algunas obras para 2 laudes muy apreciadas.